# Panská skála

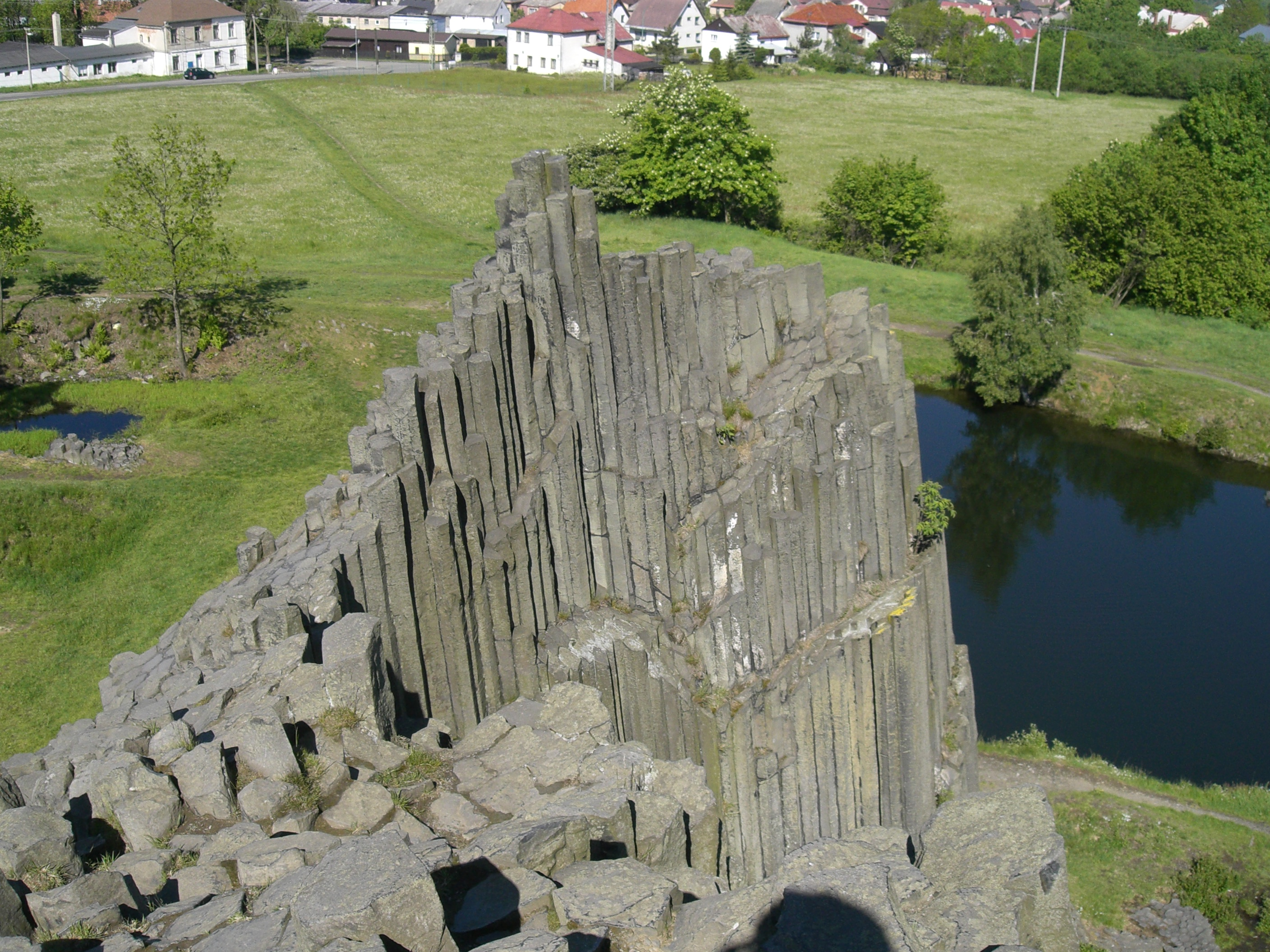
Widok z góry

Panská skála (Pańska Skała) lub Varhany (niem. Herrenhausfelsen) – charakterystyczne wzgórze z wychodnią bazaltu, w północnych Czechach, znajdujące się w okolicy Kamienickiego Szeniowa w Czechach, na terenie kraju libereckiego.

## Lokalizacja i nazwa
Pańska Skała to pagórek o wysokości 595 m n.p.m., zlokalizowany około 500 metrów na południe od szosy Kamenický Šenov – Nový Bor. Przy szosie, w rejonie wzniesienia, urządzony jest duży parking z zapleczem socjalnym (parkowanie płatne). Nazwa formacji pochodzi z dosłownego tłumaczenia dawnej nazwy niemieckiej – Herrenhausfelsen.

## Geneza
Bazalt powstał w trzeciorzędzie, około 30 milionów lat temu, w wyniku działalności wulkanicznej. Ocenia się, że lawa wypływała z komory wulkanicznej z głębokości większej niż 30 km. Prawdopodobnie nie dotarła do powierzchni ziemi, ale zastygła w kominie wulkanicznym. Później, w wyniku erozji i denudacji otaczających skał, został on wypreparowany w formie neku. W sztucznym odsłonięciu dawnego kamieniołomu bazaltu widać doskonale wykształcone słupy bazaltowe o średnicy około 20–25 cm i wysokości do 20 m (pionowe i pochylone). Pod ścianą skalną znajduje się nieduże jeziorko, a nieopodal mniejsze.

## Historia ochrony
Pańska Skała jest najstarszym w Czechach rezerwatem geologicznym i jednocześnie jednym z najstarszych tego typu założeń w Europie. Pierwsze formy ochrony pojawiły się w 1878. Wydobycie kamienia zakończyło się jednak dopiero w 1914, ale na krótko – w czasie I wojny światowej przejściowo znów je wznowiono. W 1953 ogłoszono ostatecznie na terenie wzniesienia rezerwat przyrody (Národní přírodní památka, NPR). Dziś jest najczęściej odwiedzanym przez turystów utworem geologicznym w Czechach.

## Słup maryjny
Na południowo-wschodnim skłonie Pańskiej Skały stoi słup maryjny, posadowiony na pamiątkę śmierci młodej pary przyjaciół (mężczyzna i kobieta), którzy zamarzli tutaj w czasie mroźnej i burzliwej nocy w 1739.